# ФГУП «Охрана»
ФГУП «Охрана» Росгвардии — федеральное государственное унитарное предприятие, со статусом стратегического, находящееся в ведении Федеральной службы войск национальной гвардии Российской Федерации, имеющая в своей структуре военизированные и сторожевые подразделения.

## Правовая основа
ФГУП «Охрана» Росгвардии действует на основании Устава. На «военизированные и сторожевые подразделения» ФГУП «Охрана» распространяются положения Федерального закона «О ведомственной охране» (статья 26). В отличие от ведомственной охраны, имеет право осуществлять на договорной основе охрану объектов всех форм собственности независимо от ведомственной принадлежности. Работники предприятия используют специальные средства и боевое ручное стрелковое оружие, принятые на вооружение войск Росгвардии, а также служебное и гражданское оружие, разрешенное к обороту на территории Российской Федерации. 

### Подразделения
- Центр охраны объектов промышленности (ЦООП);
- Центр охраны объектов топливно-энергетического комплекса (ЦОО ТЭК);
- Центр охраны объектов агропромышленного комплекса (ЦОО АПК);
- Центр охраны объектов связи (ЦООС);
- Центр охраны объектов гражданского назначения.

## Объекты охраны
Согласно п. 13 Устава (2021) целями деятельности ФГУП «Охрана», в частности, являются: «Охрана объектов различных форм собственности, в том числе объектов, на которые частная охранная деятельность не распространяется, обеспечение их защиты от противоправных посягательств». Постановление Правительства РФ от 14 августа 1992 г. № 587 к объектам, на которые частная охранная деятельность не распространяется, относит (14 мая 2023):
1. Здания (помещения), строения, сооружения, прилегающие к ним территории и акватории, используемые федеральными органами законодательной и исполнительной власти (за исключением зданий (помещений), строений, сооружений, прилегающих к ним территорий Управления делами Президента Российской Федерации, территориальных органов ФНС России, Росприроднадзора, Ростехнадзора, Росалкогольрегулирования, а также зданий (помещений), строений, сооружений, прилегающих к ним территорий Минтранса России и подведомственных ему федеральных органов исполнительной власти, их территориальных органов, которым в установленном Правительством Российской Федерации порядке в связи с обеспечением антитеррористической защищенности присвоена категория, кроме первой категории), иными государственными органами Российской Федерации.
2. Здания (помещения), строения, сооружения, прилегающие к ним территории, используемые организациями, подведомственными Минобороны России (за исключением организаций, не имеющих в составе ведомственной охраны).
3. Здания (помещения), строения, сооружения, прилегающие к ним территории, используемые организациями, подведомственными Минтрансу России и федеральным органам исполнительной власти, подведомственным Минтрансу России, их территориальным органам (за исключением организаций, которым в установленном Правительством Российской Федерации порядке в связи с обеспечением антитеррористической защищенности присвоена категория, кроме первой категории).
4. Объекты, используемые федеральными судами, конституционными (уставными) судами и мировыми судьями субъектов Российской Федерации.
5. Объекты, используемые Судебным департаментом при Верховном Суде Российской Федерации, управлениями Судебного департамента в субъектах Российской Федерации.
6. Объекты органов прокуратуры Российской Федерации.
7. Объекты следственных органов Следственного комитета Российской Федерации.
8. Объекты дипломатических представительств, в том числе посольств и консульских учреждений и приравненных к ним международных организаций и представительств международных организаций.
9. Объекты общероссийских государственных телевизионных и радиовещательных организаций, в установленном Правительством Российской Федерации порядке отнесенные в связи с обеспечением антитеррористической защищенности к категории 1, объекты федерального государственного унитарного предприятия "Российская телевизионная и радиовещательная сеть", имеющие в своем составе центры формирования мультиплексов, объекты Информационного телеграфного агентства России (ИТАР-ТАСС), федерального государственного унитарного предприятия "Международное информационное агентство "Россия сегодня".
10. Используемые для целей деятельности Банка России административные здания центрального аппарата, территориальных учреждений, расчетно-кассовых и кассовых центров, полевых учреждений, Межрегионального хранилища Северо-Западного главного управления, Технологического центра "Нудоль".
11. Объекты по производству и хранению государственных наград, монет, денежных знаков и защищенной полиграфической продукции.
12. Объекты Росрезерва.
13. Объекты по производству, хранению, распространению и утилизации военной техники, боевого и служебного оружия и его основных частей, патронов и боеприпасов к нему, взрывчатых веществ (средств взрывания, порохов) промышленного назначения, в том числе полученных в результате утилизации боеприпасов, и отходов их производства.
14. Объекты по разработке, производству, испытанию, хранению, эксплуатации и утилизации изделий космической техники, их комплектующих компонентов и объекты, предназначенные для подготовки космонавтов.
15. Объекты по разработке и (или) производству средств защиты сведений, составляющих государственную тайну, объекты по хранению материалов государственных фондов пространственных данных.
16. Объекты микробиологической промышленности, объекты по производству, хранению и переработке, уничтожению и утилизации токсических, сильнодействующих и химически опасных веществ, препаратов и их смесей, которым в установленном Правительством Российской Федерации порядке в связи с обеспечением антитеррористической защищенности присвоены высокая или средняя категории (за исключением таких объектов, входящих в состав объекта топливно-энергетического комплекса), противочумные учреждения, а также помещения по хранению наркотических средств, психотропных веществ и их прекурсоров, которые в соответствии с установленным Правительством Российской Федерации порядком указанного хранения отнесены к 1-й или 2-й категории (за исключением случаев отсутствия в населенных пунктах или удаленных от населенных пунктов местностях, в которых располагаются помещения, относящиеся ко 2-й категории, подразделений войск национальной гвардии Российской Федерации, организации, подведомственной Федеральной службе войск национальной гвардии Российской Федерации, либо ведомственной охраны федеральных органов исполнительной власти и организаций, в сфере ведения которых находятся указанные помещения).
17. Гидротехнические сооружения, каскад гидротехнических сооружений, расположенных на одной реке (за исключением таких сооружений и каскадов, входящих в состав объекта топливно-энергетического комплекса), коллекторы водохранилищ, водопроводные станции и объекты водоподготовки, предназначенные для обеспечения хозяйственно-питьевого и технического водоснабжения административных центров (столиц) субъектов Российской Федерации, населенных пунктов, на территориях которых расположены системообразующие и градообразующие организации, осуществляющие деятельность, имеющую стратегическое значение для обеспечения обороны страны и безопасности государства, а также закрытых административно-территориальных образований.
18. Объекты, являющиеся собственностью Государственной корпорации по атомной энергии "Росатом" (в том числе закрепленные за ее учреждениями на праве оперативного управления), объекты, являющиеся собственностью акционерных обществ (их дочерних обществ) Государственной корпорации по атомной энергии "Росатом", объекты, являющиеся федеральной собственностью и закрепленные на праве хозяйственного ведения за подведомственными Государственной корпорации по атомной энергии "Росатом" федеральными государственными унитарными предприятиями, которым в установленном Правительством Российской Федерации порядке в связи с обеспечением антитеррористической защищенности присвоена 1 или 2 категория террористической опасности, а также объекты (помещения, сооружения, здания) указанных организаций, в которых осуществляется обращение с радиоактивными веществами либо размещается и (или) эксплуатируется радиационный источник или пункт хранения.
19. Ядерные объекты.
20. Объекты (помещения, сооружения, здания), в которых осуществляется обращение с радиоактивными веществами либо размещается и (или) эксплуатируется радиационный источник или пункт хранения и которым в соответствии с федеральными нормами и правилами в области использования атомной энергии присвоен уровень физической защиты "А" или "Б".
21. Специальные грузы.
22. Объекты транспортной инфраструктуры и транспортные средства, защита которых от актов незаконного вмешательства осуществляется подразделениями транспортной безопасности в соответствии с Федеральным законом "О транспортной безопасности".
23. Аэропорты и объекты их инфраструктуры.
24. Морские терминалы в местах базирования и портах захода судов или иных плавучих средств с ядерным реактором либо судов или иных плавучих средств, транспортирующих ядерные материалы, объекты инфраструктуры морских портов, предназначенные для обеспечения безопасного морского судоходства.
25. Федеральные музеи, музеи-заповедники и библиотеки, находящиеся в ведении Минкультуры России, природные заповедники.
26. Федеральные государственные архивы и другие объекты организаций, подведомственных Росархиву.
27. Объекты Счетной палаты Российской Федерации.
28. Объекты федерального государственного бюджетного образовательного учреждения "Всероссийский детский центр "Смена", федерального государственного бюджетного образовательного учреждения "Всероссийский детский центр "Океан", федерального государственного бюджетного образовательного учреждения "Всероссийский детский центр "Орленок", федерального государственного бюджетного образовательного учреждения "Международный детский центр "Артек", федерального казенного учреждения "Центр развития ребенка - детский сад N 1461".
29. Объекты органов принудительного исполнения Российской Федерации, в которых оборудованы места для хранения боевого ручного стрелкового оружия и патронов к нему.
30. Объекты, являющиеся собственностью организаций Государственной корпорации по содействию разработке, производству и экспорту высокотехнологичной промышленной продукции "Ростех" (их дочерних обществ), а также объекты, являющиеся федеральной собственностью и закрепленные на праве хозяйственного ведения за федеральными государственными унитарными предприятиями, в отношении которых Государственная корпорация по содействию разработке, производству и экспорту высокотехнологичной промышленной продукции "Ростех" осуществляет права собственника имущества, которым в установленном Правительством Российской Федерации порядке в связи с обеспечением антитеррористической защищенности присвоена высокая или средняя категория.

## История
Военизированная охрана на протяжении своей истории неоднократно подвергалась различным реорганизациям.
ФГУП «Охрана» МВД России было создано 11 февраля 2005 по инициативе генерал-полковника полиции М. И. Суходольского, в результате реформирования вневедомственной охраны для оказания услуг по охране объектов различных форм собственности, обеспечению их защиты от противоправных посягательств, а также по установке и эксплуатации технических средств охраны. Основные должности работников охраны «стрелок» и «сторож».
5 апреля 2016 года на основании Указа Президента Российской Федерации № 157 предприятие передано в ведение Федеральной службы войск национальной гвардии и было переименовано в ФГУП «Охрана» Росгвардии. Генеральным директором является Кузнецов Андрей Анатольевич. Предприятие имеет 80 филиалов в субъектах России. По данным РБК в 2016 году выручка ФГУП «Охрана» составила 17,55 млрд рублей. Выручка в 2017 году — 20,7 млрд руб., прибыль — 1,7 млрд руб. Численность 53 065 человек (штатная), 39 425 (списочная), в том числе в подразделениях, называемых военизированными — 24 458.
18 января 2017 года согласно распоряжению Правительства Российской Федерации к ФГУП «Охрана» Росгвардии было присоединено ФГУП «Ведомственная охрана объектов промышленности Российской Федерации» (18 тысяч сотрудников).
В процессе укрупнений и расширения деятельности ФГУП «Охрана» Росгвардии вступило в конкурентную борьбу с государственными ведомственными охранами, являющими по статусу государственными унитарными предприятиями, в том числе с нарушением законодательства о конкуренции. В итоге борьбы 25 октября 2018 года к ФГУП «Охрана» Росгвардии было присоединено ФГУП «Связь-безопасность» (численность 15 653 чел. в 72 филиалах), ранее находящееся в ведении Минкомсвязи России. Со слов представителя Росгвардии это сделано «для улучшения качества охраны объектов». Соответственно, ФГУП «Охрана» стало самой крупной вооруженной коммерческой охранной структурой в России и СНГ, при этом действующей только на основании правовых актов Росгвардии и в условиях, когда контролирующим органом предприятия является Росгвардия.
Уже в августе 2017 года представители негосударственной сферы безопасности заявили, что со стороны частного охранного сообщества практически утрачена конкурентоспособность по отношению к ФГУП «Охрана», вневедомственной охране.
11 июля 2019 года ФГУП «Охрана» Росгвардии получило от Росморречфлота свидетельство об аккредитации в качестве подразделения транспортной безопасности. Для защиты объектов транспортной инфраструктуры и транспортных средств от актов незаконного вмешательства в области морского и внутреннего водного транспорта. Полномочия ФГУП «Охрана» Росгвардии на проведение указанного вида работ подтверждены реестровым номером аккредитованных организаций 77-1-5-0098-19.
21 октября 2019 года к ФГУП «Охрана» Росгвардии присоединено ФГУП «Ведомственная охрана» Минэнерго России (более 18000 сотрудников в 41 филиале) и ФГУП «Ведомственная охрана Минсельхоза России» (более 300 сотрудников) (согласно распоряжению Правительства Российской Федерации от 30 ноября 2019 г. № 2865-р). Процедура слияния была официально начата 21 мая 2020 года.